# Nersès III le Bâtisseur
Pour les articles homonymes, voir Nersès.
Nersès III le Bâtisseur (en arménien Ներսես Գ Շինող) ou Nersès III Tayétsi (Ներսես Գ Տայեցի) est un catholicos d'Arménie de 641 à 661. Son surnom lui vient de ses réalisations, dont la plus connue reste Zvartnots, près d'Etchmiadzin en Arménie.

## Biographie
Nersès naît à Ichkhan dans le Tayk, une province de l'Arménie historique, et se destine tout d'abord à une carrière militaire : formé à Constantinople, il sert dans l'armée impériale. Mais la situation en Arménie, tiraillée entre Byzantins et Arabes, fait que ce lettré hellénophile et préoccupé par la menace arabe est fait évêque du Tayk.
Il succède ensuite sur le trône catholicossal à Ezr de Paraznakert en 641. Son activité se caractérise notamment par la construction, comme à Dvin où il fait reconstruire la cathédrale Sourp Sargis, à Khor Virap, à Varagavank et selon certains à Banak, mais surtout à Zvartnots, où il transfère pour une période très courte son siège, avant de regagner Dvin. Il y laisse sa marque d'une manière inhabituelle en Arménie, en faisant inscrire son monogramme grec sur les chapiteaux.
En 645, il préside un concile à Dvin, où une tentative byzantine d'union sur une base monothéliste est rejetée. Nersès s'aligne toutefois sur l'empereur Constant II, en lutte contre le prince d'Arménie Théodoros Rechtouni, et se retire à Constantinople en 653-654, puis dans son Tayk natal jusqu'en 659-660. De retour à Dvin, il y réside jusqu'à sa mort en 661 ; Anastase Ier lui succède.

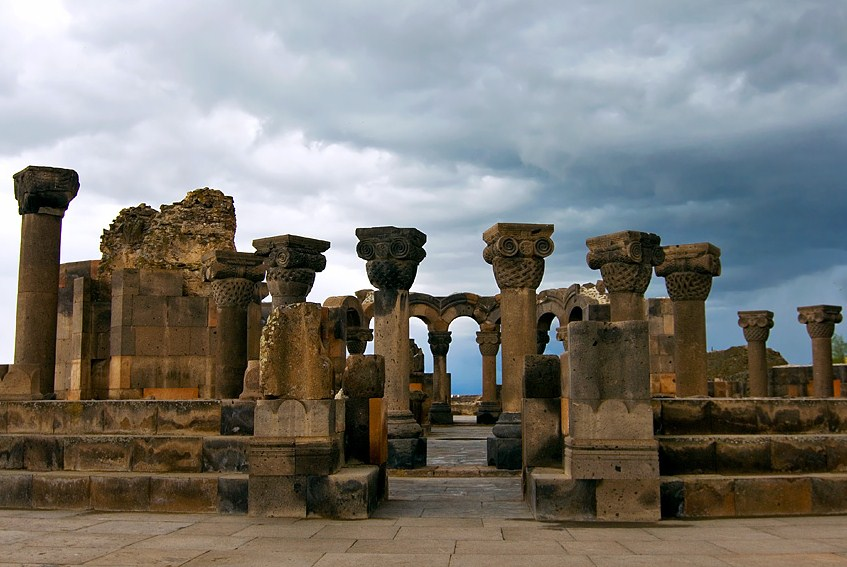
Ruines de Zvartnots.
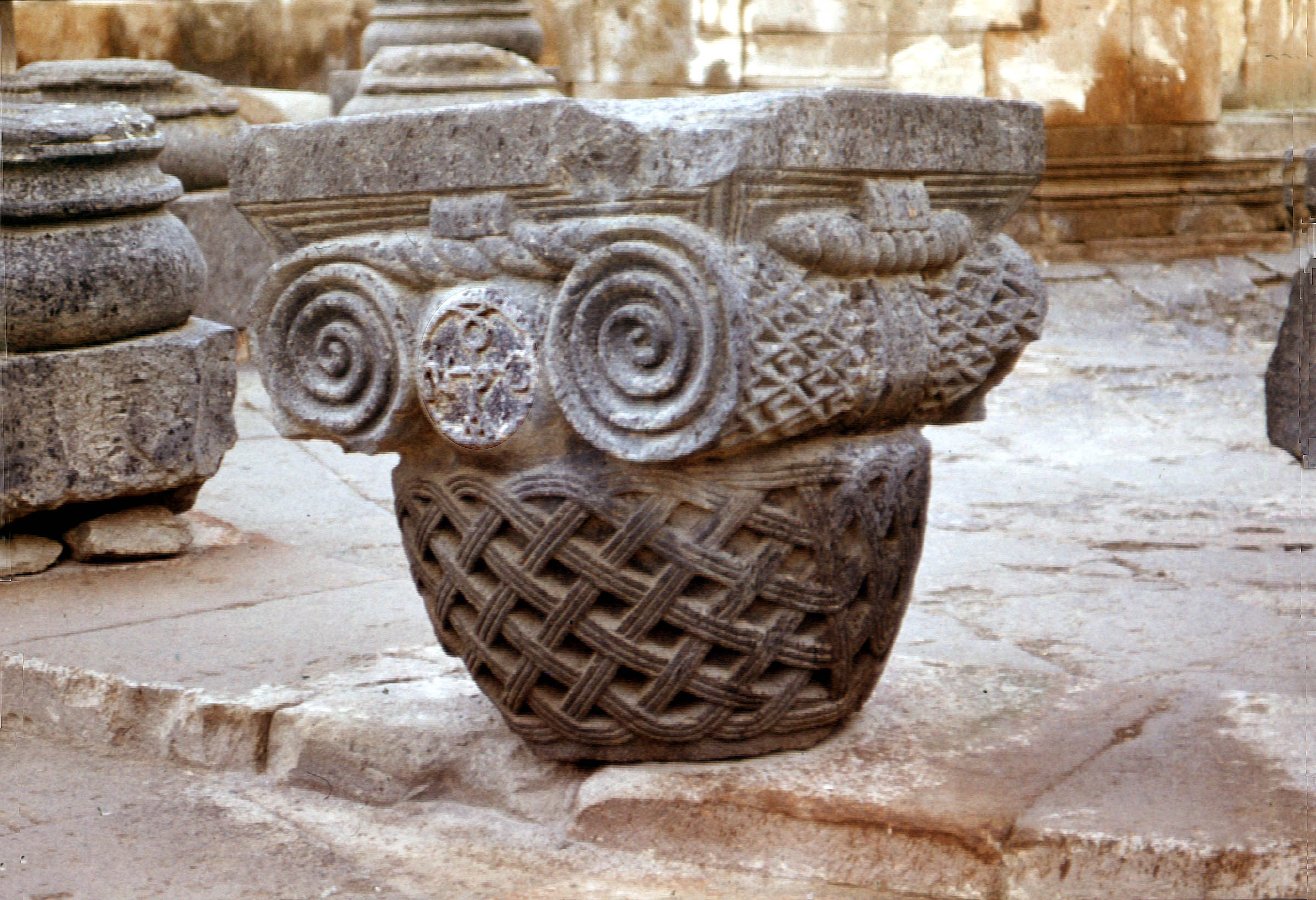
Chapiteau portant le monogramme de Nersès.
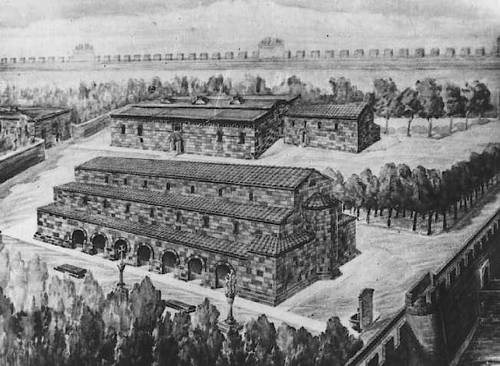
Dvin, cathédrale (avant-plan) et palais catholicossal (arrière-plan).